# Napanee
Napanee est une ville de l'Ontario (Canada) de 5 000 habitants située au sud-est de la province et à environ 40 kilomètres à l'ouest de Kingston.

## Personnalités
- La chanteuse Avril Lavigne y a passé son enfance.

## Démographie
| 2011  | 2016  |
| ----- | ----- |
| 7 134 | 7 439 |